# 迪纳杰布尔县
迪纳杰布尔（Dinajpur District，或译作“迪奈普县”）为孟加拉国朗布尔专区辖县，地处孟加拉国西北部；1786年始置。县境北与塔古尔冈、班乔戈尔县接壤，南与戈伊班达、焦伊布尔哈德县尼尔帕马里相连，东与尼尔帕马里、朗布尔县毗邻，西与印度西孟加拉邦交界。全县年平均降雨量2,536毫米，平均气温10.5°C（最低）至33.5°C（最高）。县域总面积3,437.98公里²，总人口2,617,942人（1991），全县共分置13乡（乌帕齐拉）。

## 历史
迪纳杰布尔县古属奔那伐弹那国，英属印度时的1786年始置。1947年印巴分治时一分为二，分为东迪奈普和西迪奈普二县，东迪奈普属于東巴基斯坦即今孟加拉国（维持其历史县名），另一部分划归印度（今属西孟加拉邦），即西迪纳杰布尔县。1956年，划入比哈尔邦部份区域后，西迪奈普面颊扩大。1992年，西迪奈普又一分为二，拆分为北迪奈普和南迪奈普二县。